# World Series of Poker 1975
Szósta edycja World Series of Poker odbyła się w 1975 w Horseshoe Casino.

## Turnieje poboczne
| Turniej                    | Zwycięzca     | Wygrana | Przegrany w finale |
| -------------------------- | ------------- | ------- | ------------------ |
| $1,000 Razz                | Sam Angel     | $17,000 | Nieznany           |
| $1,000 Deuce to Seven draw | Billy Baxter  | $35,000 | Nieznany           |
| $5,000 No Limit Hold’em    | Jay Heimowitz | $32,000 | Nieznany           |
| $1,000 Seven-Card Stud     | Johnny Moss   | $44,000 | Nieznany           |

## Turniej Główny
W turnieju głównym wzięło udział 21 graczy, każdy z nich wpłacił wpisowe równe $10,000.

### Stół Finałowy
| Miejsce | Gracz                  | Wygrana  |
| ------- | ---------------------- | -------- |
| 1       | Brian „Sailor” Roberts | $210,000 |
| 2       | Bob Hooks              | -        |
| 3       | Crandall Addington     | -        |
| 4       | Aubrey Day             | -        |
| 5       | Nieznany               | -        |
| 6       | Jesse Alto             | -        |